# عزيزة عبد الحليم
عزيزة عبد الحليم (بالإنجليزية: Aziza Abdel-Halim)‏ وهي مُدرسة وأكاديمية مصرية أسترالية. أسست الشبكة القومية للمرأة المسلمة في أستراليا (MWNNA).

## حياتها وتعليمها
ولدت عزيزة عبد الحليم في مصر، ونشأت في الإسكندرية خلال الحرب العالمية الثانية. حصلت عزيزة عبد الحليم على تعليم جامعي. كانت عزيزة متورطة في قضايا سياسية مثل التوجه نحو استقلال مصر عن بريطانيا الاستعمارية والانضمام إلى حزب مصر الفتاة ودعم فلسطين المستقلة. أُلقي القبض على عزيزة عبد الحليم لانتقادها لسياسات الرئيس جمال عبد الناصر.
هاجرت عزيزة عبد الحليم إلى أستراليا عام 1970 مع زوجها وطفليها. وفي عام 1973، بدأت عزيزة عبد الحليم بارتداء الحجاب للتضامن مع النساء المسلمات الأخريات ولأنها أرادت الإدلاء ببيان «أنا امرأة مسلمة. إذا كنت تريد أن تعرف عن الإسلام، اسألني».

## عملها
في أستراليا، قامت عزيزة عبد الحليم وزوجها بتدريس اللغة الإنجليزية والعربية والكتاب المقدس الإسلامي. كانت واحدة من مؤسسي الجمعية الإسلامية المصرية، ونائبها الأول. نظمت عزيزة عبد الحليم وزوجها فعاليات ومشاريع لدعم وتمكين النساء المسلمات وتمثيل آرائهن لوسائل الإعلام والمنظمات الحكومية، كما شكلت الشبكة القومية للمرأة المسلمة في أستراليا حيث كانت عزيزة عبد الحليم رئيسة للشبكة القومية لسنوات عديدة ولكنها تعمل الآن كمستشارة.
كتبت عزيزة عبد الحليم عن جوانب الإسلام ودور المرأة. وفي عام 1977، كتبت فصلًا في كتاب يناقش دور النساء في مختلف الأديان.
شاركت عزيزة عبد الحليم في حملات لإنقاذ القناة التليفزيونية متعددة الثقافات SBS ، لتغيير الأشكال الرسمية ولاستخدام المصطلح «اسم معين» بدلاً من «اسم مسيحي»، والسماح للنساء بارتداء حجابهن للحصول على رخصة القيادة الخاصة بهن.
كانت عزيزة عبد الحليم عضوة في مجموعة جون هوارد للمراجع الإسلامية، حيث تولت قيادة مجموعة النساء المسلمات الفرعية، لتقديم المشورة للحكومة حول القضايا المتعلقة بالمسلمين. وقد وصفتها أحد الأستراليات بأنها «أبرز زعيمة إسلامية في أستراليا». كما شغلت منصب رئيسة الحركة النسائية في جنوب شرق آسيا والمحيط الهادئ، ونائبة رئيس مجلس الدعوة الإسلامية الإقليمي لجنوب شرق آسيا والمحيط الهادئ (RISEAP)، وعضوة مجلس إدارة المجلس الأسترالي العربي.
كتبت عزيزة عبد الحليم «هل تعلم»: تفنيد التفسيرات المتعلقة بمركز المرأة في الإسلام، وتفاعل المسلمين مع غير المسلمين، الذي نشرته في عام 2008 في أستراليا، ومولته وزارة الهجرة والمواطنة كجزء من «خطة العمل الوطنية للبناء على التماسك الاجتماعي والانسجام والأمن». يهدف الكتاب إلى معالجة «سوء تفسير وإساءة تطبيق الإسلام لأنه يؤثر على دور المرأة الأسترالية المسلمة وموقفها وحقوقها». وقد تم توزيعه في جميع أنحاء أستراليا من خلال المدارس والجامعات والمكتبات العامة ومراكز موارد المهاجرين والإدارات الحكومية والسياسيين. تم إطلاق الكتاب في يوليو 2008 من قبل لوري فيرغسون، السكرتير البرلماني لشئون خدمات التعددية الثقافية والتسوية.

## التكريمات والجوائز
في عام 1989، مُنحت عزيزة عبد الحليم وسام أستراليا تقديراً لخدماتها للمجتمع المسلم، وخاصة للنساء.
في عام 2008، حصل عزيزة عبد الحليم على جائزة «جائزة أفق المسلمة مدى الحياة» لأكثر من 25 عامًا من التميز في خدمة المجتمع / المهنية.